# Пуассан, Тибо
Тибо Пуассан (фр. Thibault Poissant; 1605, Эстре-ле-Креси, департамент Сомма, О-де-Франс — 16 сентября 1668, Париж) — французский скульптор и архитектор эпохи «большого стиля» Людовика XIV.

## Биография
Тибо Пуассан родился на севере Франции, в семье виноторговца Клода Пуассана. Рисовать начал в раннем возрасте. В шестнадцать лет его отправили в Абвиль к мастеру-плотнику и скульптору по дереву Мартину Каррону, у которого, в частности, проходил обучение будущий скульптор Франсуа Ангье, брат Мишеля Ангье, покойного ректора Королевской академии живописи и скульптуры.
Закончив обучение, он отправился в Амьен, чтобы пройти стажировку у скульптора и архитектора Николя Блассе. Под руководством Блассе он работал над статуей Святого Иоанна Евангелиста, которая была выполнена из мрамора для кардинала Ришельё.
Через два года он отправился в Париж, чтобы работать с Жаком Саразеном, который в то время трудился над скульптурным оформлением Луврского дворца. Государственный секретарь Франсуа Сюбле де Нуайе получил от короля Людовика XIII значительные средства для отправки молодых скульпторов в Рим для дальнейшего обучения. Тибо Пуассан получил в 1642 году субсидию в размере 500 ливров на поездку в Италию. В 1647 году он вернулся в Париж.
По возвращении он создал алтарный образ для главного алтаря церкви Сент-Оноре с тремя статуями, изображающими Деву Марию с Младенцем, Святого Иоанна Крестителя и Святого Оноре Амьенского. По заказу Горе де Сен-Мартена, магистра счетов, Пуассон вырезал две деревянные статуи, олицетворяющие Справедливость и Силу. В 1651 году вместе с Франсуа Ангье он работал в Мулене над гробницей герцога Монморанси с фигурами ангелов и большими статуями, олицетворяющими Веру и Надежду,
В Шайо для монастыря минимов он создал мраморную дарохранительницу и две большие фигуры, представляющие Святого Франсуа-де-Поля и Святого Михаила.
В Гран-Андели он работал архитектором и скульптором над капеллой, посвящённой Святой Клотильде. Тибо Пуассан также работал на строительстве новой церкви Сен-Сюльпис в Париже, он был назначен архитектором и единственным скульптором, ответственным за пилястры и капители. Для монахинь монастыря Сен-Пьер в Реймсе он создал дарохранительницу у главного алтаря и две фигуры из тоннерского камня, представляющие Святых Петра и Павла. Он также построил в Реймсе мраморный мавзолей, изображающий мученичество святого Никеза. Он был архитектором капеллы, посвященной Деве Марии Мира в церкви капуцинов на улице Сент-Оноре в Париже.
Репутация Тибо Пуассана укрепилась 17 марта 1663 года, когда он был принят в Королевскую академию живописи и скульптуры по представлению терракотовой модели, представляющей обнажённую женщину, лежащую на мраморном постаменте.
Он также работал в замке Во-ле-Виконт для Николя Фуке. Там он создал «Лежащую Славу», а также лепные модели скульптур для грота. Для дворца Тюильри в Париже он создал шесть больших фигур в большом павильоне.
В Луврском дворце он выполнил четверть всех лепных работ для апартаментов королевы.
В садах Версальского дворца он создал восемь терм аллегорических статуй: Юпитера, Нептуна, Плутона, Юноны, Венеры, Аполлона, Меркурия и Пана.
Согласно «Описанию королевских построек», отливка Геркулеса для дворца Фарнезе в Версале была выполнена между 1666 и 1668 годами Тибо Пуассаном и формовщиком Гийомом Кассегреном.